# Antonio González Balcarce

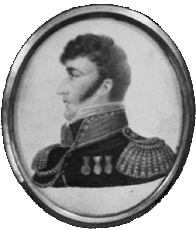
Antonio González Balcarce

Antonio González Balcarce (Buenos Aires, 24 de junho de 1774 – 5 de agosto de 1819) foi um militar argentino.

## Biografia
Ingressou no exército aos treze anos como cadete e foi promovido a capitão em 1801. Era o irmão mais novo de Juan Ramón Balcarce
Participou da defesa de Montevidéu durante as invasões inglesas (1806) sendo promovido a tenente-coreonel em 1807. Na Espanha, combateu ao lado de San Martín contra os avanços napoleônicos. De volta à América, foi enviado ao Alto Peru, onde substituiu Francisco Ortiz de Ocampo como chefe do exército.  
Por seu triunfo em Suipacha (7 de novembro de 1810), a primeira vitória das forças patriotas sob o governo da primeira junta, foi nomeado brigadeiro-do-exército. 
Esteve no comando da desastrosa derrota em Huaqui. Em 1814 foi designado governador intendente de Buenos Aires e em 1816, Diretor Supremo.